# Dmitri Sveatopolk-Mirski (politician)
Prințul (Cneazul) Dmitri Sveatopolk-Mirski (în rusă Дмитрий Николаевич Святополк-Мирский; n. 1 februarie 1874, Sankt Petersburg, Imperiul Rus – d. 17 ianuarie 1950, Sibiu, România) a fost un politician țarist, deputat în Duma de Stat al celor de-a II-a și a IV-a convocări din partea Basarabiei.
Dimitrie Nic. Sviatopolc-Mirski și întreaga familie Sviatopolc-Mirski, potrivit unor istorici, sunt descendenți din casa domnitoare a Rusiei (an 862) – casa Riuricovici. 
Principele Dimitrie s-a născut în 1874 în orașul Sankt-Petersburg din nobili ereditari сu rădăcini basarabene. A fost un reprezentant al unei familii princiare și nobiliare de origine belarusă.
A absolvit gimnaziul din Novocerkassk și facultatea de drept a Universității din Moscova cu o diplomă de gradul I (1897). După absolvirea facultății de jurisprudență din Moscova, principele la finele sec. XIX, s-a așezat în Basarabia. 
După ce a călătorit prin Germania și Franța, s-a întors în 1899 și s-a stabilit pe moșia sa din județul Bălți, gubernia Basarabia, unde s-a dedicat gospodăriilor și activităților sociale. El deținea teren în gubernie cu o suprafață totală de 2 768 de zeciuieli. Din 1903 a fost judecător în Bălți.
Cel mai probabil în jurul anului 1901 a cumpărat moșia din satul Izvoare de la fiica lui Dimitrie Bantiș. În sat a fost moșier și a avut un conac, plus moară.
A fost membru cu drept de vot al județului Bălți (1906-1917) și al adunării de zemstvo al guberniei (1906-1917), precum și magistrat de onoare și deputat în Duma de Stat al celor de-a II-a și a IV-a convocări din partea Basarabiei.
În februarie 1907 a fost ales membru al Dumei a II-a de Stat din partea Basarabiei, fiind membru al dreptei. A fost membru al Comisiei de anchete. În timpul mandatului a vorbit în sprijinul reformei agrare a lui Stolîpin și al lichidării comunității agrare.
În 1912 a fost ales membru al Dumei a IV-a de Stat, la fel din partea Basarabiei, de data aceasta făcând parte din grupul nepartizanilor. A fost membru al comisiei de conciliere pentru problema poloneză.
La 3 martie 1917, în timpul Revoluției din februarie, a fost arestat și s-a dat foc conacului din Izvoare, sub suspiciunea că ar fi intermediat între împărăteasa Alexandra Feodorovna și generalul Nikolai Ivanov, dar a fost eliberat în scurt timp, suspiciunile nefiind confirmate.
A fost căsători de patru ori. Prima soție, Maria, a fost omorâtă de bolșevici la Chișinău în 1920.
Acesta a emigrat în România în 1920. S-a angajat în știință, a predat jurisprudență la universitate. A murit și a fost înmormântat în orașul românesc Sibiu.
Prima soție (din 08.11.1898) - Maria Alexandrovna Belgard(n.29.12.1878 – d.25.01.1920), a fost fiica guvernatorului Poltavei A.K. Belgard. 
În vara anului 1898, Serghei Aleksandrovich Pușkin, nepotul poetului Aleksandr Pușkin, a curtat-o, dar părinții ei nu și-au dat acordul pentru căsătorie. Din cauza iubirii nefericite pentru ea și a viitoarei ei căsătorii cu Dimitrie Svyatopolk-Mirsky, la 21 august 1898, Pușkin s-a împușcat. 
Acesta a lăsat o scrisoare către tatăl și frații lui în care le-a cerut iertare, știind că actul său de sinucidere va cauza durere și suferință familiei. El și-a rugat rudele să nu o învinovățească cu nimic pe Mariya Belgard, care i-a respins dragostea și le-a cerut să nu-l despartă de lucrurile ei (avea un portret cu ea).
Mai târziu, Maria Alexandrovna a scris despre oroarea pe care a trăit-o în legătură cu sinuciderea lui S. A. Pușkin, pe care, potrivit ei, îl iubea foarte mult. Fiind deja căsătorită, ea și copiii ei au fost în vizita la mormântul lui. Ea a murit în mâna bolșevicilor la Chișinău în 1920.
Copii cu prima soție, Maria: 
Alexander 
Dmitrievich Svyatopolk Mirsky 1899-1984
Nikolai Svyatopolk Mirsky 1902 - ?
Mihail Pr. Swiatopelk Mirski1904(Izvoare)-1994
Vladimir S.M(1907-?)

Alexander Dmitrievich Svyatopolk-Mirsky (n.15.10.1899 în Poltawa - d.1984 în Spania)
Acesta a fost ultimul proprietar (din 1938 până în 1939) al Castelului Mir, a murit în exil în Spania. După moartea prințului Mihail Svyatopolk-Mirsky (unchiul său) în iulie 1938, castelul a fost moștenit de prințul Alexander Svyatopolk-Mirsky. 
La 9 iunie 1937 a fost adoptat de unchiul său. El cu soția sa Katarzyna Bnin-Bninskaya au venit în Mir. Cu toate acestea, Alexander Svyatopolk-Mirsky a fost proprietarul terenurilor nu mult timp. La 15 octombrie 1939 a fost arestat ca element social periculos și a fost închis într-un lagăr timp de 8 ani. În ianuarie 1942 a fost eliberat din arest în calitate de cetățean polonez. După câțiva ani a emigrat împreună cu familia în Turcia și apoi în Spania, unde a murit în 1984 la vârsta de 85 de ani. Fiica lui Alexandru și Katarzyna a murit la vârsta de 5 ani în Spania, unde a fost înmormântată. Fiul lui Alexandru, Andrew, amurit în 2001.
Mikhail Svyatopolk-Mirsky- nascut în 1904 - Izvoare – decedat în 1994 - SUA
Fiul – Mihail Pr. Swiatopelk Mirski s-a născut în Izvoare și a fost profesor la Universitatea Columbia din New York, iar în 1949 a fost invitat să predea limba rusă la Academia Militară West Point. 
A absolvit gimnaziul Nord 2 din Chișinău, a urmat un master în drept la Universitatea din Cernăuți-1925 și doctorat la Universitatea din Paris in 1929.
A fost locotenent-colonel al Armatei SUA. A fost înmormântat la cimitirul de la Mănăstirea Adormirea Maicii Domnului Novo-Diveevsky din Spring Valley. 
A avut doi copii (Mary Mirsky Haile 1950- ? si Elisabeth Mirsky Devenish 1953-?).

A doua soție a Cneazului Dimitrie a fost Kristina Radziejovska(n.11.11.1888 la Ciutulesti -d.30.06.1927 la Ivzor). Aceștea s-au căsătorit în 1921 în Sculeni, în timp ce erau în exil.
Copii cu a doua soție:
➢ Fiica - Catherine (n.1922- ?)
➢ Fiul – Pyotr Svyatopolk Mirsky (n.1923 -?)
A treia soție a fost Karolina Skopowska (n.1885-?). S-au căsătorit în 08.01.1932 la Izvoare, cuplul a divorțat la 11 ianuarie 1936.
A patra soție a fost Maria Andrias Sviatopolk-Mirski (fost Septelice) (1898-?).- s-au căsătorit în 15.03.1936 la Izvoare.

## Biografie

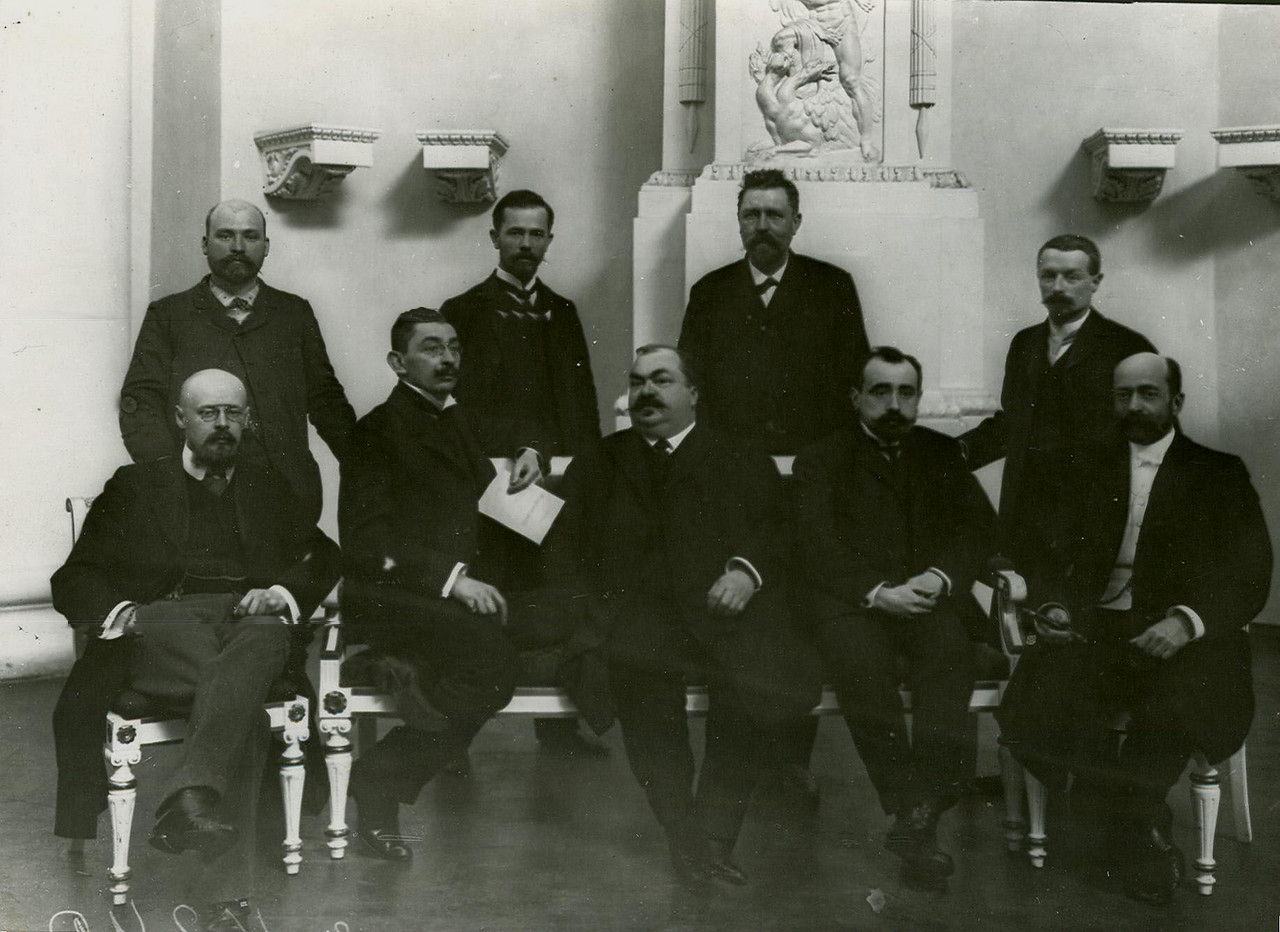
Membri ai Dumei a II-a de Stat din partea Basarabiei. În picioare (de la stânga): Emelian Melenciuc, Arefa Tretiacenko, Johann Gerstenberger și Dmitri Sveatopolk-Mirski; așezați (de la stânga): Vladimir Purișkevici, Pavel Krupensky, Anton Demianovici, Pantelimon Sinadino și Pavel Crușeveanu.

S-a născut în anul 1874 în orașul Sankt-Petersburg din nobili ereditari сu rădăcini basarabene. A fost fiul atamanului armatei de pe Don, generalul de cavalerie, prințul Nikolai Sveatopolk-Mirski (1833-1898).
A absolvit gimnaziul din Novocerkassk și facultatea de drept a Universității din Moscova cu o diplomă de gradul I (1897).
După ce a călătorit prin Germania și Franța, s-a întors în Rusia în 1899 și s-a stabilit pe moșia sa din județul Bălți, gubernia Basarabia, unde s-a dedicat gospodăriilor și activităților sociale. El deținea teren în gubernie cu o suprafață totală de 2768 de zeciuieli. A fost membru cu drept de vot al ținutului Bălți (1906-1917) și al adunării de zemstvo al guberniei (1906-1917), precum și magistrat de onoare.
În februarie 1907 a fost ales membru al Dumei a II-a de Stat din partea Basarabiei, fiind membru al dreptei. A fost membru al Comisiei de anchete. În timpul mandatului a vorbit în sprijinul reformei agrare a lui Stolîpin și al lichidării comunității agrare.

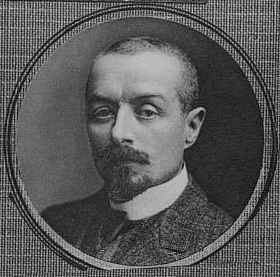
Politicianul în 1913

În 1912 a fost ales membru al Dumei a IV-a de Stat, la fel din partea Basarabiei, de data aceasta făcând parte din grupul nepartizanilor. A fost membru al comisiei de conciliere pentru problema poloneză. La 3 martie 1917, în timpul Revoluției din februarie, a fost arestat sub suspiciunea că ar fi intermediat între împărăteasa Alexandra Feodorovna și generalul Nikolai Ivanov, dar a fost eliberat în scurt timp, suspiciunile nefiind confirmate.
În 1920 a emigrat în România, unde a activat în domeniul științei. A murit la 17 ianuarie 1950 la Sibiu.

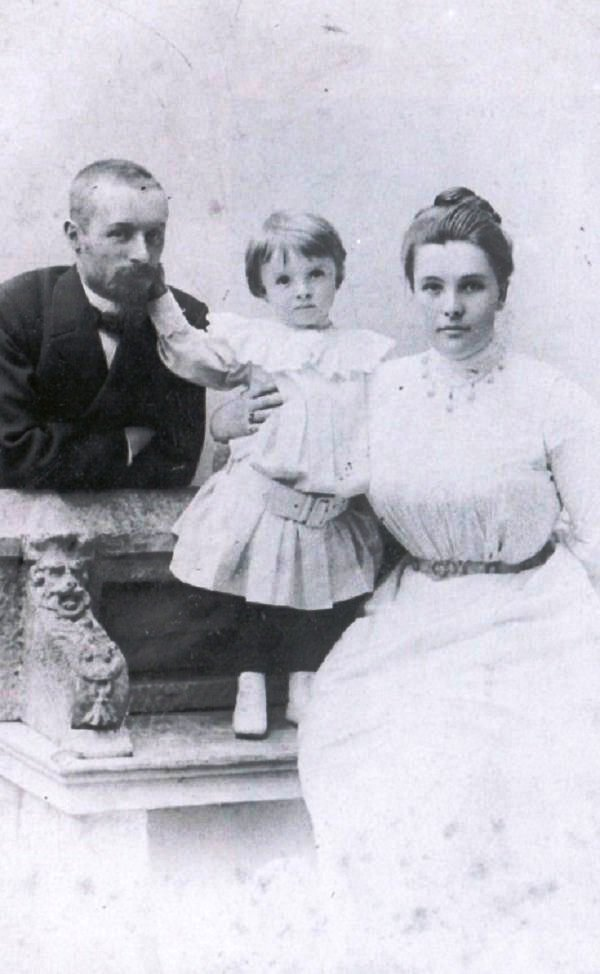
Sveatopolk-Mirski împreună cu soția Maria și primul fiu.

A fost căsători de patru ori. Prima soție, Maria, a fost omorâtă de bolșevici la Chișinău în 1920.